# Philipp Jakob Karrer
Philipp Jakob Karrer (* 20. Oktober 1762 in Memmingerberg; † 21. Februar 1836 in Kempten) war ein deutscher Aufklärer als Pädagoge und evangelischer Pfarrer.
Der Sohn eines Mädchenschullehrers erwarb 1781 in Memmingen die Hochschulreife; studierte Pädagogik an der Universität Halle und 1785 bis 1787 Theologie an der Universität Altdorf bei Nürnberg. Er wurde 1791 ordiniert, trat Pfarrstellen in Memmingen und Woringen an und wurde 1818 Hauptprediger und königlich bayerischer Distrikt-Dekan (Superintendent) an St. Mang in Kempten, zugleich auch Distrikt-Schulinspektor.
Karrer vertrat die Position des theologischen Rationalismus und veröffentlichte u. a. eine Reihe pädagogischer, geographischer und historischer Texte zur Aufklärung sowie Lehrbücher für den Berufsschulunterricht. Bekannt wurde Karrer durch seine Geschichte zur Reformation in Memmingen und die Ortsgeschichte von Kempten. In Anerkennung seiner Verdienste verlieh ihm die Universität Erlangen 1816 ehrenhalber den Dr. phil. Er ist ein Urahn des Literaturwissenschaftlers Wolfgang Karrer.

## Schriften (Auswahl)
- Das Wohltätige der wahren Aufklärung und Der glückliche Zustand eines wahren Christusverehrers. Zwey Predigten. Memmingen: Mayer, 1791. (Antrittspredigten)
- Anfangsgründe der arithmetischen Wissenschaft: auf mathematische Gründe und Vernunftschlüsse gebaut, für Jünglinge. Leipzig u. a.: Schmeisser, 1792. E-Text
- Neueste Anweisung zum kaufmännischen Briefstyl. Augsburg: Stage, 1800.
- Geographie für Kaufleute, Manufacturisten und Fabrikanten Asien, Afrika, Amerika und Südindien enthaltend. 1. Theil. Leipzig: Jacobäer, 1800. 2. Teil ebda. 1801.
- Hilmar, der Rathgeber für junge Kaufleute. Oder moralisches Taschenbuch für Handlungszöglinge. Vom Verfasser der Geographie für Kaufleute, Manufakturisten und Fabrikanten. Augsburg: Stage 1800.
- Der wahre weise Christ. Ein Sonntagsblatt zur Belehrung, Erbauung und zum Troste. Memmingen (1800–1801).
- Versuch einer Handlungsgeschichte für Kaufleute, Manufacturisten und Fabricanten. 1. Bd. Augsburg: Stage, 1801 (Teil III der Geographie für Kaufleute von 1800) BSB.
- Moralisches Taschenbuch für Frauenzimmer. Weissenburg: Jacobi, 1801.
- Historisches Tagebuch der vorzüglichsten Kriegs-Begebenheiten in und bey Memmingen von 1799–1801/1 (1801). BSB
- Winke zur Selbstbildung für Landschullehrer. 1806.
- Neuestes Lehrbuch für Volks- besonders für Land-Schulen. Nürnberg: Bieling, 1804.
- Memminger Chronik: oder Topographie und Geschichte der kurpfalzbayerischen Stadt Memmingen. Memmingen, 1805. BSB
- Memmingisches Adreß- und Taschenbuch. Memmingen: Rehm, 1813.
- Briefe über Schriften, Memmingen und dessen Umgebungen betreffend".Memmingen. 1813.
- Würdigung der Bibelübersetzung Lutheri. 1817.
- Jesus als Mensch, Gott und Messias. 1818.
- Aline, oder, Kleines Lesebuch für die obere Klasse der Mädchen-Schulen. 1820.
- (anonym?) Kurzgefasste christliche Religionslehre mit Hinweisung auf Luthers Katechismum. Kempten: Dannheimer, 1821.
- Reformationsgeschichte der Altstadt Kempen. 1822. BSB
- Feste und Gebräuche in der katholischen und protestantischen Kirche. Zur Belehrung für beide Confessionsverwandte. Erlangen: Heyder, 1829.
- Vermischte Nachrichten … von den protestantischen Pfarrörtern im Königreiche Baiern. Kempten: Heyder, 1825. BSB
- Ausführliches Lesebuch für die mittleren Klassen der Volksschulen. Kempten: Dannheimer, 1828.
- Getreue und vollständige Beschreibung und Geschichte der Altstadt Kempten seit ihrer Entstehung bis auf den Tod des Königs Maximilian I. Mit 9 lithographirten Grundrissen und Prospekten. Kempten: Dannheimer, 1828, 512 Seiten.
- Glaubensbekenntnis der vier Städte Strasburg, Constanz, Memmingen und Lindau, Confessio Tetrapolitana genannt|Glaubensbekenntniß der vier Städte Strasburg, Constanz, Memmingen und Lindau, Confessio Tetrapolitana genannt|Sendschreiben an Memmingen und Lindau beym 3. Jubelfeste der Übergabe der Augspurgischen Confession 1830.
- Ausführliche historische Geographie für Kaufleute, Manufakturisten, Fabrikanten, Pharmaceuten, Gewerbs-Männer u. a. 4 Bde. – 1831–1835. Bd. 1 BSB Bd. 2 BSB, Bd. 3.1 BSB, Bd. 3.2 BSB
- Aufsätze und Rezensionen im Memminger Intelligenz Blatt, Volkszeitung, Magazin von und für Schwaben, Schwäbisches Archiv von Hausleutner; Rintler theologische Annalen, Gelehrte Nürnberger Zeitung.